# Voce della Campania
La Voce della Campania è una testata giornalistica fondata nel 1975.
Fino al 1980 è stato un quindicinale del PCI, e
vi ha lavorato Michele Santoro, ultimo direttore della prima edizione.
Nel 1984 Andrea Cinquegrani rilancia la testata che avrà cadenza mensile.
Dal 2007 la testata, che ha assunto tiratura e diffusione nazionale,  esce in tutta Italia come "La Voce delle Voci" e, in Campania, come "La Voce delle Voci-La Voce della Campania". È un mensile d'inchiesta diretto da Andrea Cinquegrani e Rita Pennarola. Fra i collaboratori fissi, Ferdinando Imposimato, Sandro Provvisionato, Jacopo Fo, Luciano Scateni, Don Vitaliano Della Sala.  Il nome, "La Voce delle Voci", richiama il collegamento interattivo fra il giornale e centinaia di associazioni o gruppo auto-organizzati attivi in tutta la penisola.